# Кедалион
Кедалион (др.-греч. Κηδαλίων) — персонаж древнегреческой мифологии, один из киклопов (циклопов).
Действующее лицо сатировской драмы Софокла «Кедалион» (фр.328-332 Радт). Слуга и родственник Гефеста с Лемноса. Согласно пьесе Софокла, Гефест предложил Кедалиона в поводыри ослеплённому Ориону, тот посадил его к себе на плечи и принёс к восходу, где Орион прозрел.
О нём эпиграмма Платона (|Платона Младшего?) «Слепой и хромой».